# Dhoti

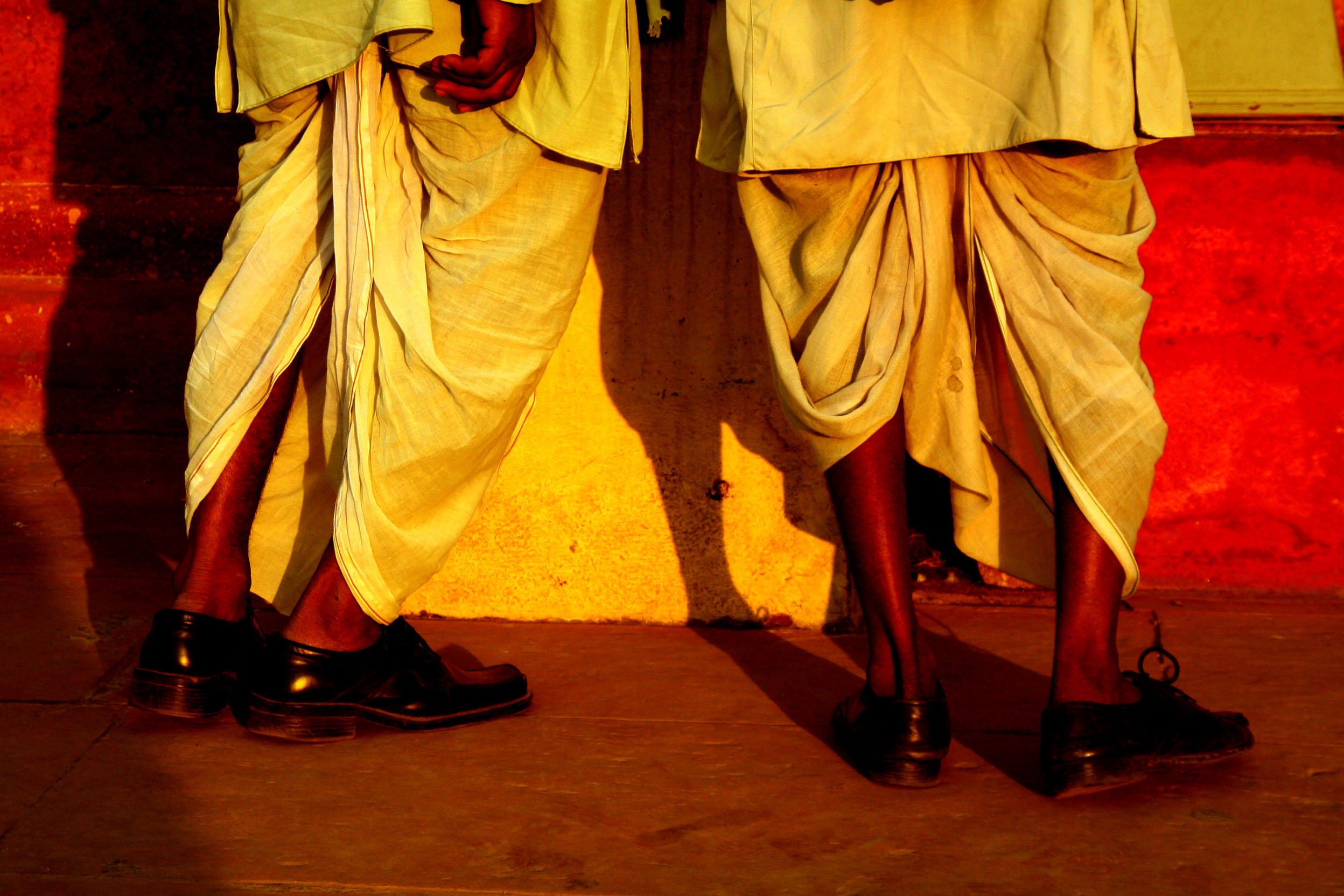
Hindusi w dhoti

Dhoti – tradycyjny strój męski noszony w Indiach składający się z upiętego w pasie kawałka materiału (bawełna, jedwab) o długości 4–5 m i ok. 1 m szerokości. Dhoti występuje zwykle w jasnych kolorach (białym, szarym, jasnobrązowym, żółtym itp.). Kolor szafranowy zarezerwowany jest dla mnichów żyjących w celibacie (patrz: brahmaćarja i sannjasa).